# Philippe Corrot
Philippe Corrot, né le 11 juin 1976 à Paris, est un entrepreneur et dirigeant d’entreprise français. Il est le cofondateur et président de Mirakl.

## Biographie

### Jeunesse et formation
Philippe Corrot est issu d’une famille de commerçants. Sa mère travaille dans le magasin familial et son père fonde une marque de prêt-à-porter. Il apprend à 4 ans à coder en autodidacte. Il étudie au Lycée Pasteur (Neuilly-sur-Seine) où il y rencontre Michael Ziegler,,,.
Après l’obtention de son baccalauréat, il s’inscrit en faculté de droit à l’Université Paris Nanterre avant de se réorienter, un mois plus tard, au Pôle Léonard de Vinci à Courbevoie. Il quitte rapidement la faculté sans diplôme,.

### Carrière
En 1997, il confonde, avec Michael Ziegler, une agence de communication en ligne Keyrus. Celle-ci est rachetée, trois ans plus tard, par Eric Cohen pour l'introduire en Bourse,,.
Ils poursuivent leur collaboration, en 2001, et fondent Maÿrev, une marque de bijoux fantaisie. En 2005, Philippe Corrot souhaite s'y désengager et cède ses parts à Michael Ziegler,,.
Cette même année, rejoints par Adrien Nussenbaum (en), ils créent un marché en ligne d'échanges de jeux vidéo porté sur l'occasion. Après une levée de fonds et un développement, SplitGames est revendue à la Fnac en 2008. Ils intègrent l'entreprise afin de développer sa place de marché,,,.
En 2011, Philippe Corrot quitte la Fnac pour lancer l'année suivante, avec Adrien Nussenbaum, la future licorne Mirakl qui a pour objectif de concurrencer l'entreprise américaine Amazon. Celle-ci se développe rapidement et devient une licorne en 2020 après une levée de fonds de 300 millions de dollars,.

## Positions
Philippe Corrot estime, dès sa création, que le modèle de plateforme développé par Amazon représente le futur du commerce en ligne,.
Le cofondateur de Mirakl se prononce dans Les Échos en faveur d’une régulation contrôlée du secteur de la technologie. Il considère, en outre, l'Intelligence artificielle comme bénéfique pour les entreprises. À ce titre, il la qualifie de « changement de civilisation »,.
En 2024, il se positionne sur le rachat de l'hebdomadaire Marianne aux côtés, notamment, de Jean-Martial Lefranc et d'Henri de Bodinat,.

## Vie privée
Avec Adrien Nussenbaum, leur fortune est estimée par Challenges à 650 millions en 2022, puis 700 millions d'euros l'année suivante,. En 2024, leur fortune est évaluée à 360 millions d'euros, soit une baisse de près de 50% en un an.

## Distinction
- Chevalier de l'Ordre national du mérite le 31 décembre 2020[15],[2]

## Publication
Philippe Corrot est le co-auteur de l’ouvrage The Online Marketplace Advantage publié aux éditions Wiley avec Adrien Nussenbaum en mars 2023  (ISBN 978-1-119-86474-5). Le livre a été nommé Bestseller par le Wall Street Journal,.